# Uromyces glycyrrhizae
Uromyces glycyrrhizae ist eine Ständerpilzart aus der Ordnung der Rostpilze (Pucciniales). Der Pilz ist ein Endoparasit von Süßhölzern. Symptome des Befalls durch die Art sind Rostflecken und Pusteln auf den Blattoberflächen der Wirtspflanzen. Sie ist holarktisch verbreitet.

## Merkmale

### Makroskopische Merkmale
Uromyces glycyrrhizae ist mit bloßem Auge nur anhand der auf der Oberfläche des Wirtes hervortretenden Sporenlager zu erkennen. Sie wachsen in Nestern, die als gelbliche bis braune Flecken und Pusteln auf den Blattoberflächen erscheinen.

### Mikroskopische Merkmale
Das Myzel von Uromyces glycyrrhizae wächst wie bei allen Uromyces-Arten interzellulär und bildet Saugfäden, die in das Speichergewebe des Wirtes wachsen. Ihre Spermogonien wachsen meist unterseitig in kleinen Gruppen auf den Wirtsblättern. Die ebenfalls blattunterseitig und an Blattstielen wachsenden Aecien der Art sind zimtbraun. Ihre ebenfalls zimtbraunen Aeciosporen sind 26–30 × 24–27 µm groß, breit eiförmig bis fast kugelig und stachelwarzig. Die blattunterseitig wachsenden Uredien des Pilzes sähneln den Aecien, auch in ihren Sporen. Die blattunterseitig wachsenden Telien der Art sind schokoladenbraun, pulverig und unbedeckt. Die Teliosporen sind einzellig, in der Regel eiförmig bis ellipsoid, glatt und meist 25–30 × 17–21 µm groß. Ihre Stiele sind farblos.

## Verbreitung
Das bekannte Verbreitungsgebiet von Uromyces glycyrrhizae umfasst die ganze Holarktis.

## Ökologie
Die Wirtspflanzen von Uromyces glycyrrhizae sind Süßhölzer (Glycyrrhiza spp.). Der Pilz ernährt sich von den im Speichergewebe der Pflanzen vorhandenen Nährstoffen, seine Sporenlager brechen später durch die Blattoberfläche und setzen Sporen frei. Die Art durchläuft einen makrozyklischen Entwicklungszyklus mit Spermogonien, Aecien, Telien und Uredien. Als autoöker Parasit macht sie keinen Wirtswechsel durch.